# 建初 (高昌)
建初（けんしょ）は、高昌において闞首帰の治世で用いられた元号。
489年 - 491年。
闞氏政権最後の元号である。

## 西暦・干支との対照表
| 建初 | 元年  | 2年   | 3年   |
| 西暦 | 489年 | 490年 | 491年 |
| 干支 | 己巳  | 庚午  | 辛未  |